# Microtubul

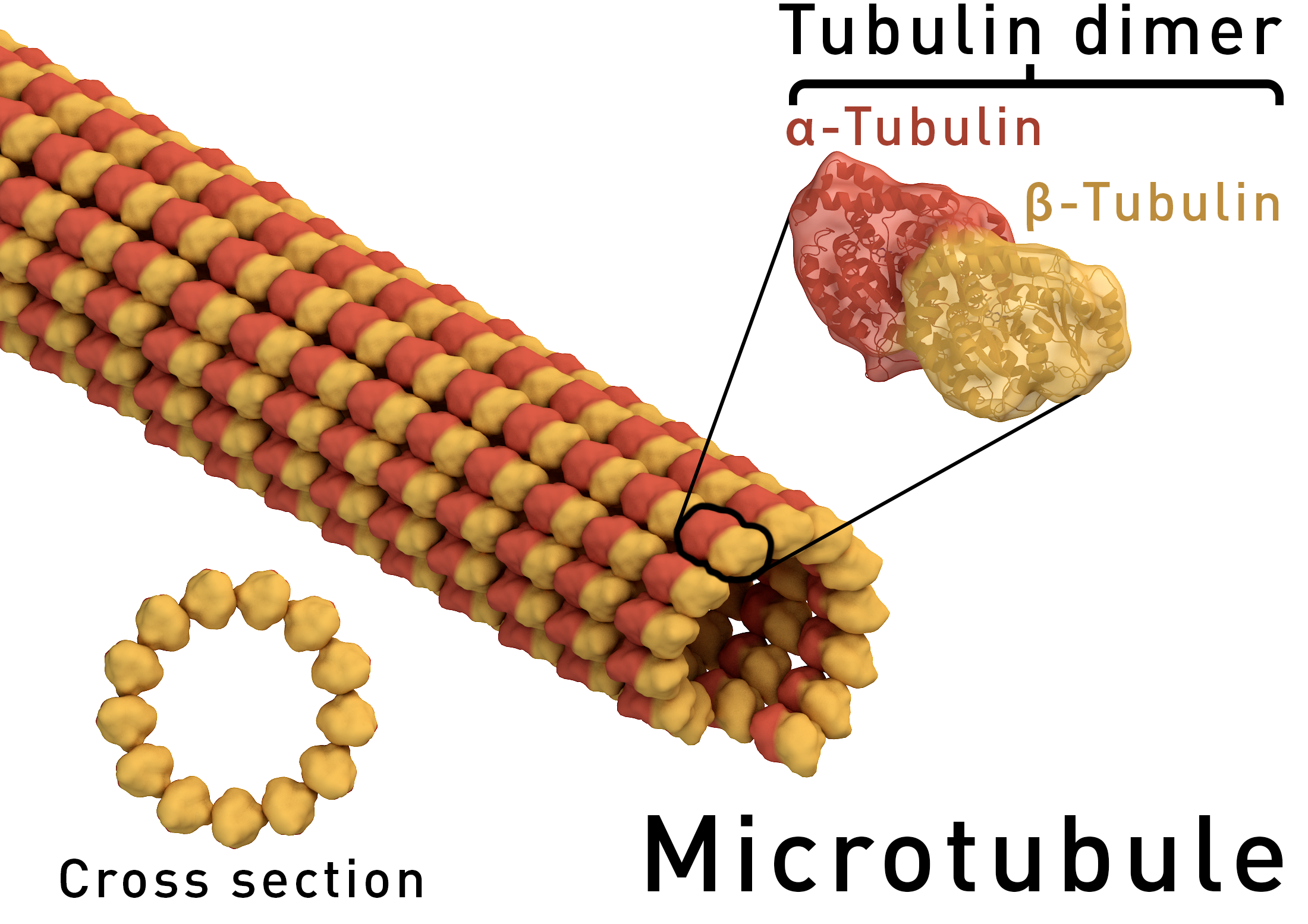
Structura

Microtubulii (micro- + tub + -ul) reprezintă o componentă proteică a citoscheletului, fiind răspândiți în citoplasmă. Sunt polimeri de formă tubulară a tubulinei, și pot ajunge la o lungime de 50 micrometri. Sunt considerate structuri labile și dinamice, deoarece în celula vie există o organizare și o dezorganizare continuă a acestora. Diametrul exterior al unui microtubul este de aproximativ 24 nm, iar cel interior este de aproximativ 12 nm. Sunt întâlniți în citoplasma multor celule din organismele vii, de la unele bacterii și până la celulele eucariote. Microtubulii sunt formați din câte 13 așa-zise protofilamente, fiecare protofilament fiind obținut prin polimerizare unor dimeri proteici de alfa- și beta-tubulină.

## Structură

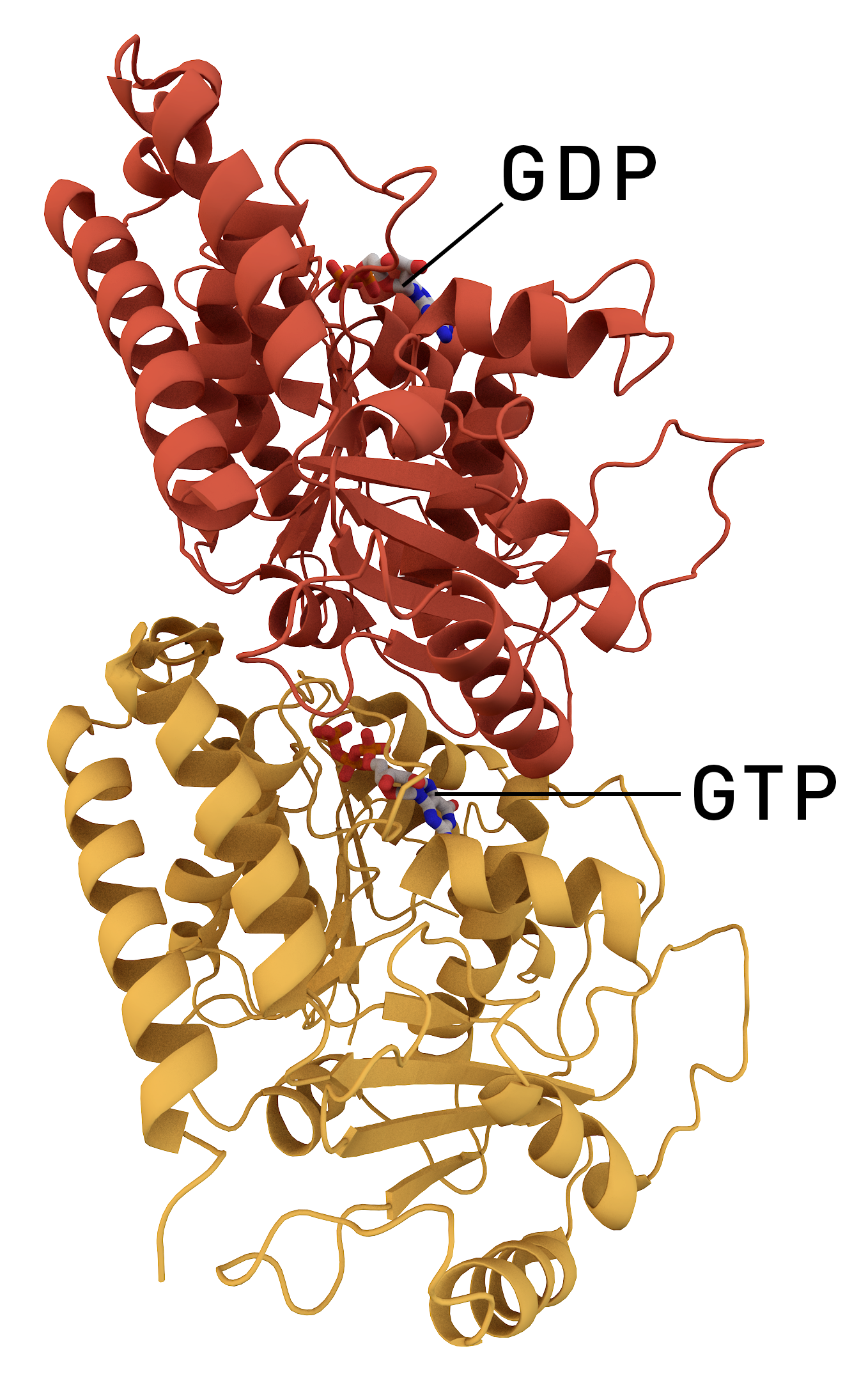
Reprezentare a structurii unui heterodimer de α(galben)/β(roșu)-tubulină, GTP și GDP.

În celulele eucariote, microtubulii sunt formațiuni lungi, cilindrice, goale la interior (canalul intern se numește „lumen”), formate prin polimerizarea dimerilor de α- și β-tubulină. Subunitățile de α și β-tubulină sunt aproximativ 50% identice în ceea ce privește conținutul de aminoacizi, și au o greutate moleculară de 50 kDa.

## Rol
Microtubulii intervin în diferite procese celulare. Împreună cu filamentele intermediare și microfilamentele, formează citoscheletul. Microtubulii fac parte din structura internă a cililor și flagelilor, dar sunt implicați și în ceea ce înseamnă mișcare intracelulară (a veziculelor secretoare, a organitelor, a cromozomilor, de ei se leagă dineina și kinezina, etc).